# 貢族
貢族是越南官方認定的54個民族之一，主要分布在越南北部萊州省的孟德县，奠边省芒莱市社、奠边县、遵教县各县。根據1999年的統計，人口為1676。
貢語屬于漢藏語系藏緬語族彝语支南部语组。与毕苏语接近。